# Faro, la reine des eaux
Pour plus de détails, voir Fiche technique et Distribution.
Faro, la reine des eaux est un film malien réalisé par Salif Traoré (dont c'est le premier long métrage) et sorti en 2007. C'est un drame situé à l'époque contemporaine qui traite du conflit complexe entre tradition et modernité dans un village malien.

## Synopsis
Zanga est le fils d'un adultère et ignore qui est son père. Chassé de son village plusieurs années auparavant et devenu ingénieur, il décide de retourner dans son village natal et de l'aider à se développer grâce à ses compétences en construisant un barrage sur le fleuve Niger. Mais à son retour, il est confronté à la persistance des rancœurs contre lui, la plupart des villageois le considérant comme un bâtard qui ne va apporter que le malheur. Les troubles qui affectent le fleuve sont pris comme prétexte pour rejeter Zanga, accusé de provoquer la colère de Faro, déesse des eaux. L'affrontement d'abord frontal entre tradition et modernité se complexifie au fil des controverses.

## Fiche technique
- Titre : Faro, reine des eaux
- Réalisation : Salif Traoré
- Scénario : Salif Traoré, Olivier Lorelle
- Musique : Bassékou Kouyaté
- Photographie : Jean-Pierre Gauthier
- Montage : Laure Budin
- Production : Bärbel Mauch, Daniel Morin, Ismaël Ouédraogo, Philippe Quinsac, Salif Traoré
- Sociétés de production : Boréal Films, Bärbel Mauch Film, Canal+ Horizons, DCN, PAV Communication, Sarama Films
- Sociétés de distribution : Brunbro Entertainment Group (Belgique, tous supports)
- Pays de production :  Mali
- Langue originale : bambara
- Genre : drame
- Format : couleur - 1,66:1 et 1,85:1 - 35 mm
- Durée : 96 minutes
- Dates de sortie :
  - France : 21 mai 2007 (Festival de Cannes) ; 29 octobre 2008 (sortie nationale)
  - Belgique : 9 juillet 2008

## Distribution
- Sotigui Kouyaté : Dorfchef
- Balla Habib Dembélé : Hamady
- Maimouna Hélène Diarra : Kouta
- Djénéba Koné : Penda
- Kardigué Laïco Traoré : le griot
- Michel Mpambara : Boura
- Fily Traoré : Zanga
- Modibo Traoré : Bilal
- Tidiane Traoré : Koumaré
- Rokia Traoré : Niélé

## Accueil critique
En France, le film reçoit un accueil globalement favorable de la part des critiques de presse. Le site Allociné confère au film une moyenne de 3,2 sur 5 sur la base de cinq critiques. Dans l'hebdomadaire Télérama, Mathilde Blottière apprécie la nuance apportée au propos du film par la complexification progressive d'un affrontement qui pouvait d'abord paraître simpliste entre archaïsme et modernité ; elle voit dans Faro, la reine des eaux une « fable humaniste » où le réalisateur, « sans renier sa culture (...) plaide simplement pour une Afrique modernisée ».